# Họ Ve sầu đầu dài
Họ Fulgoridae là một nhóm côn trùng lớn, đặc biệt là có nhiều và đa dạng ở vùng nhiệt đới, chứa hơn 125 chi trên toàn thế giới. Chúng chủ yếu có kích thước từ vừa đến lớn, nhiều loài có sự tương đồng bề mặt với Lepidoptera do màu sắc rực rỡ và đa dạng của chúng.
Đầu một số loài được tạo thành một cấu trúc rỗng, giống như mõm, đôi khi phồng lên và gần như bao phủ cơ thể của chúng, đôi khi dài, hẹp và lật ngược. Người ta tin rằng, chủ yếu dựa vào thẩm quyền của Maria Sibylla Merian, rằng quá trình này, cái gọi là đèn lồng, đã phát sáng vào ban đêm trong côn trùng sống. Carl Linnaeus đã thông qua tuyên bố này mà không có nghi ngờ gì và đặt ra một số tên cụ thể, chẳng hạn như laternaria, phosphorea và candelaria để minh hoạ cho sự thật được cho là vậy, và do đó truyền bá huyền thoại.

## Các phân họ và tông
Metcalf trong năm 1938, và sửa đổi trong năm 1947, đã công nhận năm phân họ (Amyclinae, Aphaeninae, Fulgorinae, Phenacinae, và Poiocerinae) và 12 tông trong họ Fulgoridae. Đến năm 1963, Lallemand đã chia Fulgoridae thành 8 phân họ (Amyclinae, Aphaeninae, Enchophorinae, Fulgorinae, Phenacinae, Poiocerinae, Xosopharinae và Zanninae) và 11 tông. Sự phân loại này được chấp nhận rộng rãi..
Tuy nhiên, trong phân tích phân tử của Julie Urban trong luận án, phân tích phân tử của Julie Urban cho thấy cần phải cải tiến đáng kể các phân họ và các tông Fulgoridae do phân tích hình thái học không tính đến sự phức tạp của tiến hóa Fulgoridae. Tác phẩm của cô đã được tóm tắt lại vào năm 2009 với Jason Cryan. Zanninae có thể thậm chí không ở trong Fulgoridae.

## Các chi

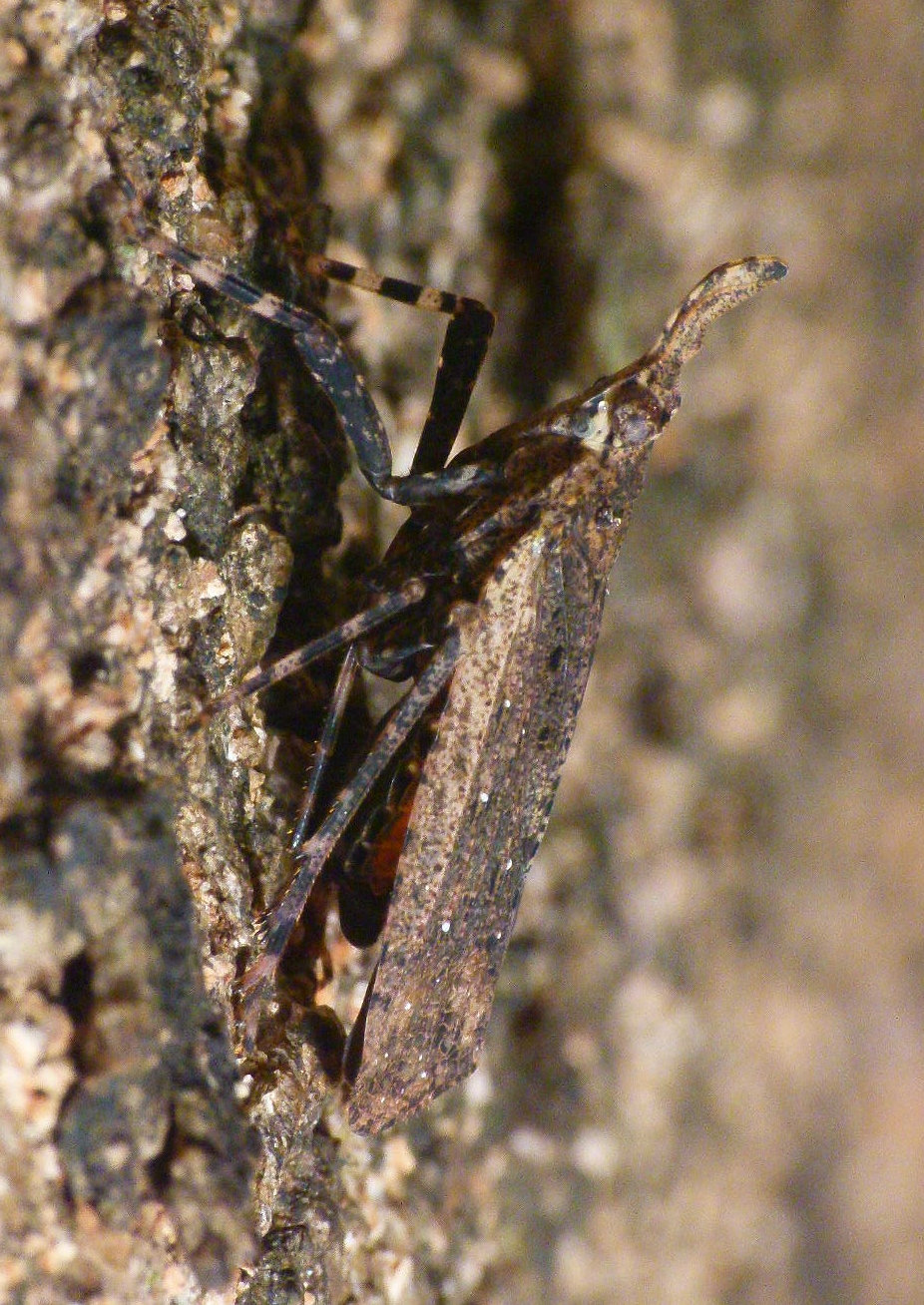
Alcathous fecialis (Ấn Độ)

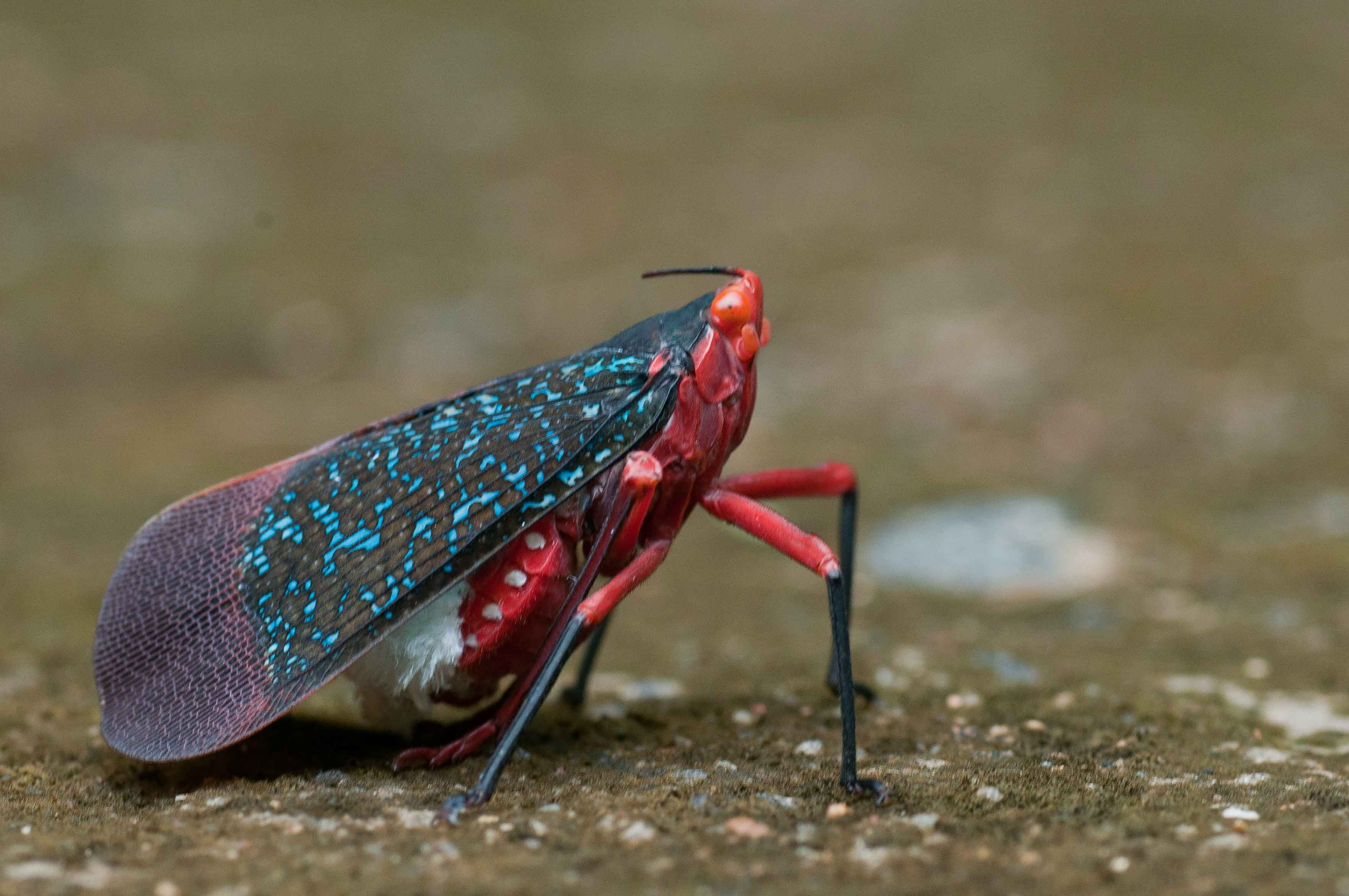
Kalidasa sp.

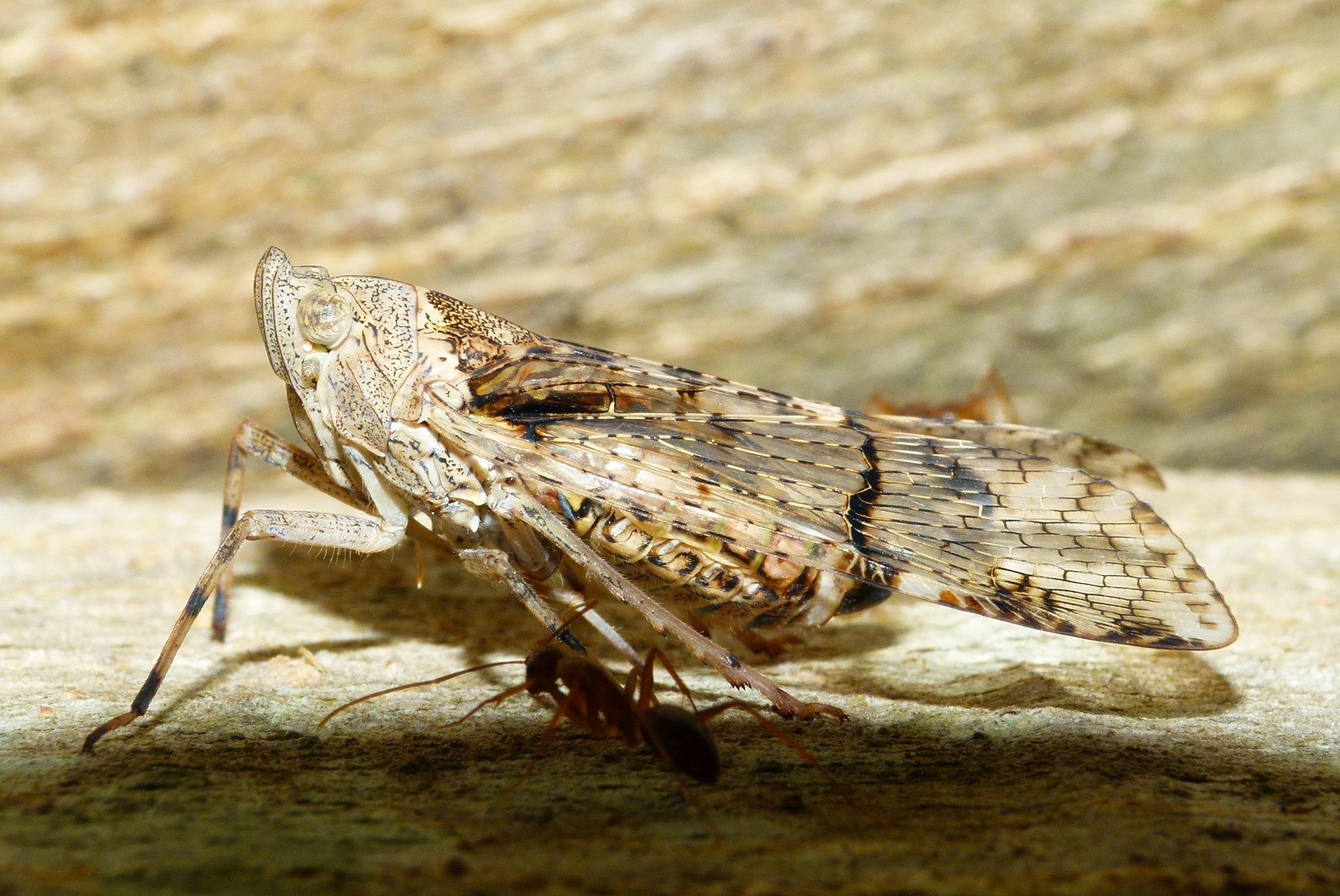
Dichoptera hyalinata (India)

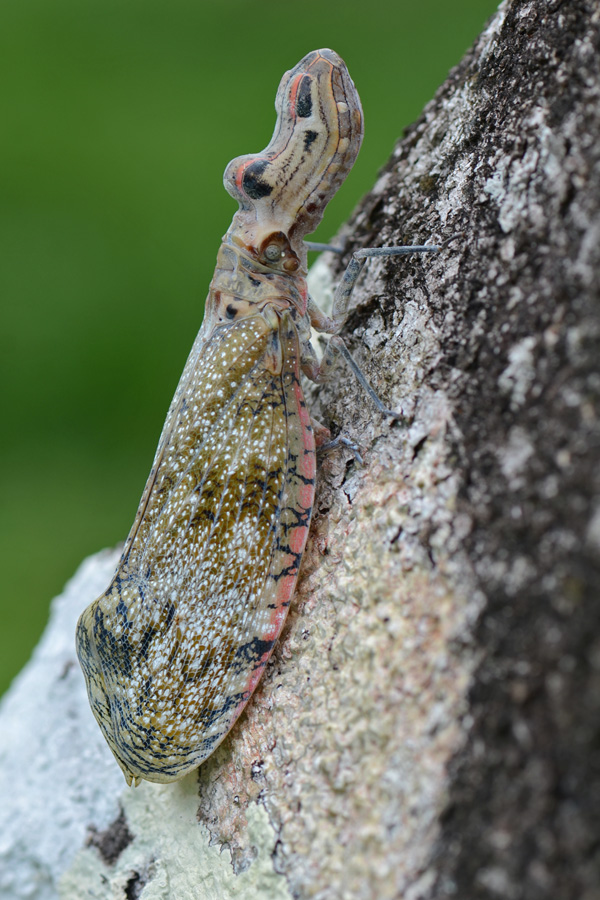
Fulgora sp.

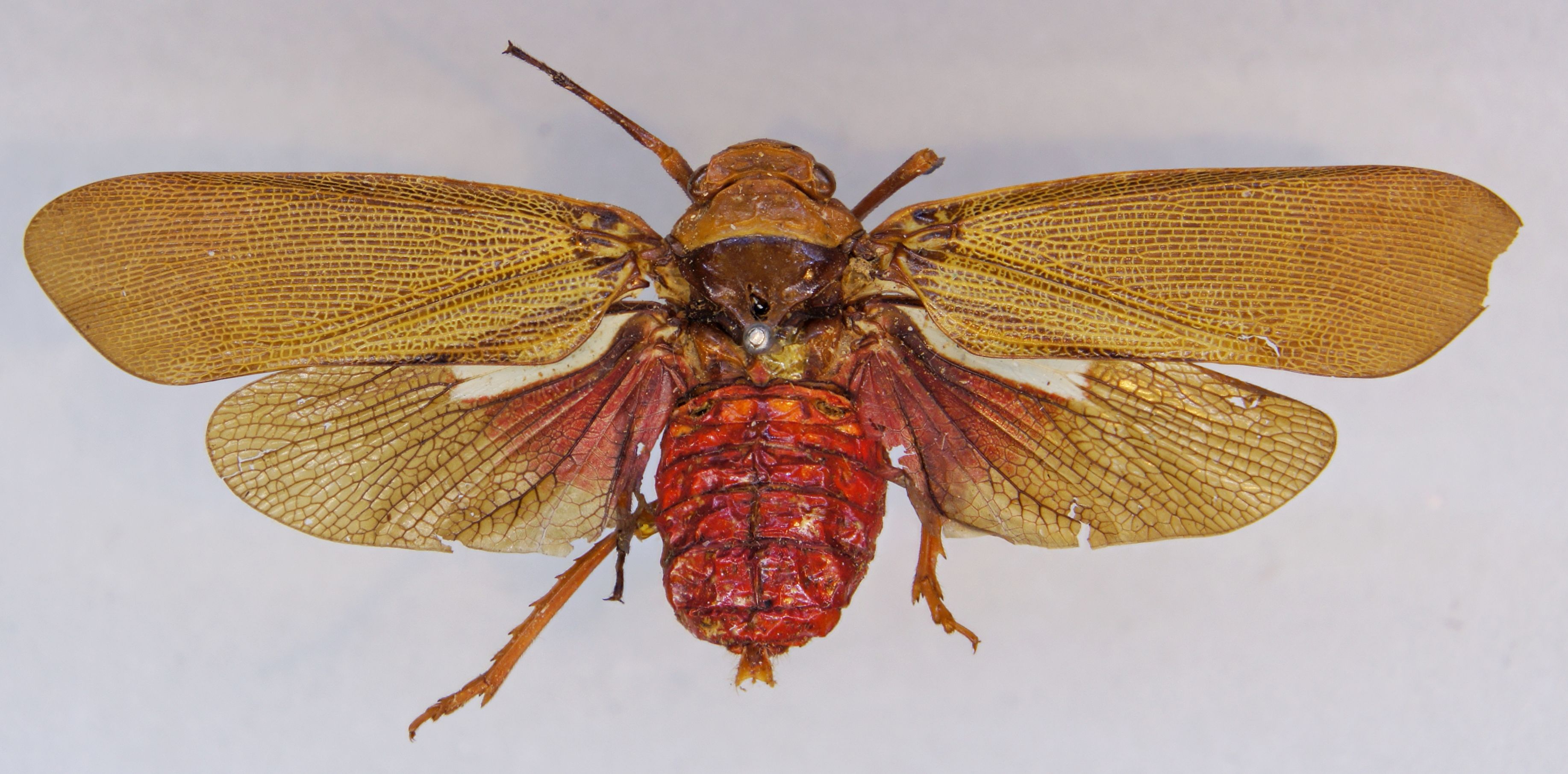
Polydictya uniformis

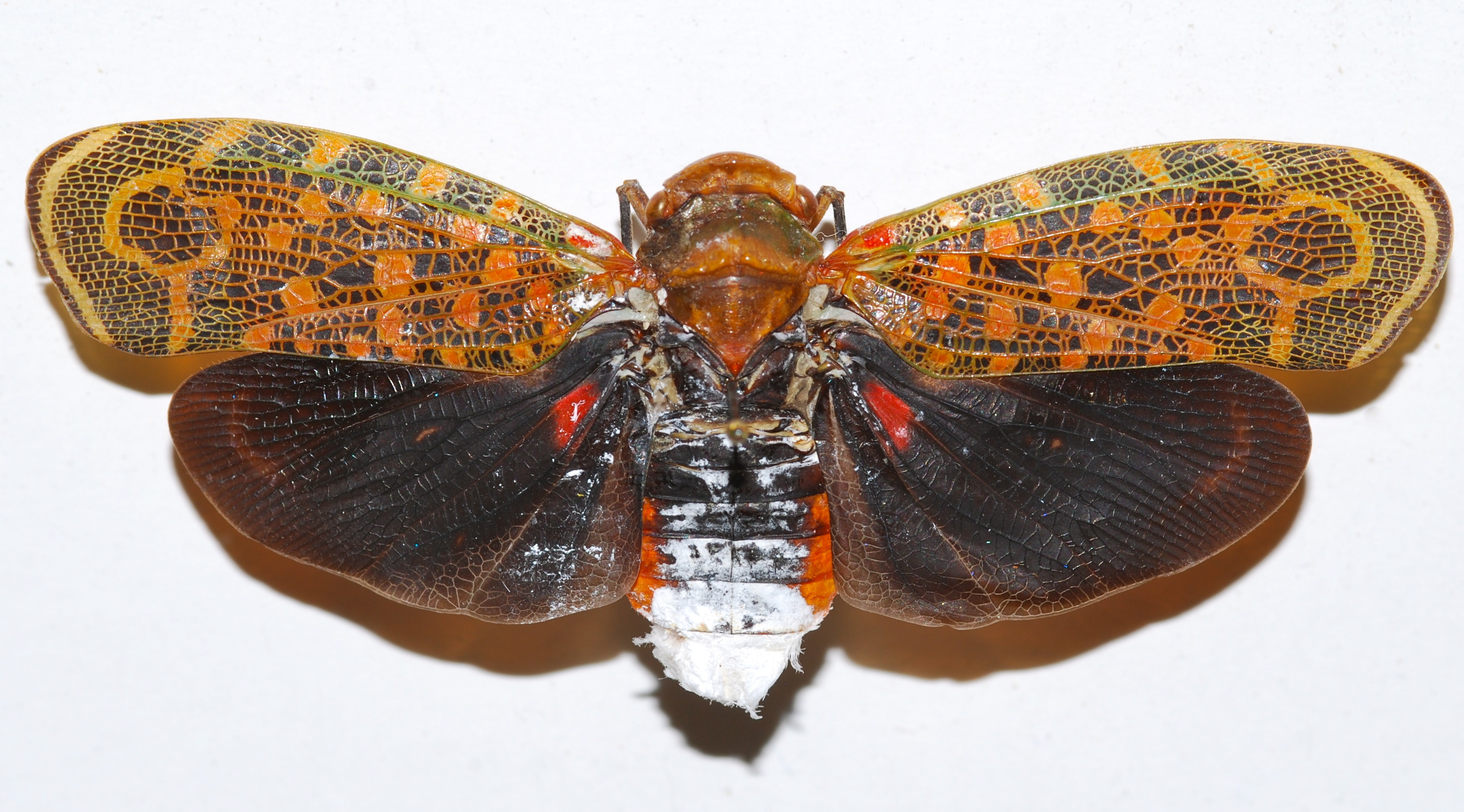
Auchalea pandora (Peru)

Phân loại NCBI và Hemiptera Database hiện phân loại các phân họ và chi thuộc họ này như sau:
- Amyclinae (Central America, Africa, Australia) - với các chi chọn lọc:
  - Alcathous Stål, 1863
  - Amycle Stål, 1861
- Aphaeninae
  - Aphaena Guérin-Méneville, 1834[8] (India, China, Indo-China)
  - Kalidasa (Indo-China)
  - Lycorma (Indo-China)
  - Neolieftinckana Lallemand, 1963 (PNG)
  - Omalocephala Spinola, 1839[9]
  - Penthicodes (Indo-China)
  - Scamandra Stål, 1863 (Malesia)
- Dichopterinae Melichar, 1912
  - Cladodiptera Spinola, 1839 (South America)
  - Dichoptera Spinola, 1839 (type genus - Asia)
  - Dorysarthrus Puton, 1895
  - Protachilus Fennah, 1944
- Enchophorinae Haupt, 1929 (S. America, Madagascar)
  - Artacie Stål, 1866
  - Belbina Stål, 1863
  - Chilobia Stål, 1863
  - Enchophora Spinola, 1839
  - Enhydria Walker, 1858
  - Villala Goemans & O'Brien, 2005
- Fulgorinae
  - Aphrodisias Kirkaldy, 1906[10] (Central America)
  - Cathedra Kirkaldy, 1903 (monotypic, S. America)
  - Fulgora Linné, 1767 (tropical Americas)
  - Odontoptera Carreno, 1841 (tropical Americas)
  - Pyrops Spinola, 1839 (tropical Asia)
  - Saiva Distant, 1906 (India, Indo-China, Malesia)
- Lyncidinae Schmidt, 1915 (southern Africa)
  - Lyncides Stål, 1866
  - Risius Stål, 1859
- Phenacinae (Central and South America)
  - Cerogenes Horváth, 1909
  - Menenia Stål, 1866
  - Phenax Germar, 1833
  - Pterodictya Burmeister, 1835
- Poiocerinae
  - Alphina Stål, 1863
  - Amantia Stål, 1864
  - Calyptoproctus Spinola, 1839 (Americas)
  - Cyrpoptus Stål, 1862
  - Lystra Fabricius, 1803 (central & southern America)
  - Poblicia Stål, 1866 (N. America)
  - Polydictya Guérin-Méneville, 1844 (South-East Asia:[11] Indo-China, Malesia)
  - Poiocera De Laporte, 1832
  - Scaralina Yanega, 2024
  - Scaralis Stål, 1863
- Strongylodematinae Fennah, 1962 (southern Africa)
  - Capocles Emeljanov, 2004
  - Capenopsis Melichar, 1912
  - Codon Fennah, 1962
  - Strongylodemas Stål, 1853
  - Tecmar Fennah, 1962
- Xosopharinae Metcalf, 1947 (Africa, Australia)
  - Eningia Walker, 1858
  - Eurinopsyche Kirkaldy, 1906
  - Mantosyna Stål, 1869
  - Rentinus Metcalf, 1947
  - Xosophara Kirkaldy, 1904
- Zanninae Metcalf, 1938
  - Zanna Kirkaldy, 1902 (Africa, Asia)
- Fulgoridae incertae sedis
  - Amdewana Nast, 1951 (neotropical)
  - Amerzanna O'Brien, 1991
  - Flatolystra Nast, 1950 (south America)
  - Fulgoricesa Koçak & Kemal, 2010 (synonym: Weyrauchia)
  - Neocynthus Nast, 1950 (South America)
  - Sinuala O'Brien, 1991 (3 spp., Central America)
  - Stalubra O'Brien, 1991 (South America)

Ghi chú
- Laternaria là dạng nomen nudum của Pyrops
- Pyrilla Stål, 1859 hiện được đặt về họ Lophopidae
- Loài điển hình của chi Apossoda, A. togoensis Schmidt, 1911 hiện được chuyển về loài Pyrgoteles togoensis (Schmidt, 1911)[12]